# Cabo Costa Lázara
El cabo Costa Lázara es un cabo rocoso que marca el punto norte de la isla Cerro Nevado del grupo de la isla James Ross, Antártida. Está enfrentado al cabo Bello/Lamas de la isla Marambio/Seymour, sobre las aguas del estrecho Arguindeguy/Ripamonti.

## Historia y toponimia
El cabo fue nombrado por la tripulación del buque ARA Chiriguano durante la campaña antártica argentina de 1953-1954, en homenaje al teniente Costa Lázara, piloto de la aviación de la Armada Argentina que murió en un accidente aéreo en la Base Aeronaval Comandante Espora. El nombre se mantuvo en los mapas, cartas náuticas y publicaciones en idioma inglés.
El 1 de enero de 1954, en cercanías del cabo, la Armada Argentina instaló el refugio naval Betbeder.

## Reclamaciones territoriales
Argentina incluye a la isla Cerro Nevado en el departamento Antártida Argentina dentro de la provincia de Tierra del Fuego, Antártida e Islas del Atlántico Sur; para Chile forma parte de la comuna Antártica de la provincia Antártica Chilena dentro de la Región de Magallanes y de la Antártica Chilena; y para el Reino Unido integra el Territorio Antártico Británico. Las tres reclamaciones están sujetas a las disposiciones del Tratado Antártico.
Nomenclatura de los países reclamantes: 
- Argentina: cabo Costa Lázara[8][9]
- Chile: ¿?
- Reino Unido: Cape Lázara[5]